# Idioma walmajarri
Walmajarri (muchos otros nombres; ver más abajo) es un idioma Pama-Ñúngano hablado en la región de Kimberley de Australia Occidental por el pueblo Walmadjari y pueblos afines.
Walmajarri es declarada lengua definitivamente en peligro de extinción por la UNESCO basado en su escala de Language Vitality and Endangerment.

## Nombres
Los nombres de este idioma se dividen en tres dialectos:
- Walmajarri, Walmatjarri, Walmatjari, Walmadjari, Walmatjiri, Walmajiri, Walmatjeri, Walmadjeri, Walmadyeri, Walmaharri, Wolmeri, Wolmera, Wulmari
- Bililuna, Pililuna
- Jiwarliny, Juwaliny, Tjiwaling, Tjiwarlin

## Hablantes
Las comunidades con población Walmajarri son:
- Bayulu
- Djugerari (Cherrabun)
- Junjuwa (Fitzroy Crossing)
- Looma
- Kadjina (Millijidee)
- Mindibungu (Bililuna)
- Mindi Rardi (Fitzroy Crossing)
- Mulan
- Ngumpan
- Wangkajungka (Christmas Creek)
- Yakanarra
- Yungngora

La gente de Walmajarri solía vivir en el Gran Desierto Arenoso. Los efectos del colonialismo los llevaron a las estaciones ganaderas, pueblos y misiones del Norte y los esparcieron por una amplia zona. La distancia geográfica explica el hecho de que haya varios dialectos, que se han polarizado aún más por la falta de contacto y más influenciados por los idiomas vecinos.

## Fonología

### Vocales
|         | Frontal | Trasera |
| ------- | ------- | ------- |
| Cerrada | i, iː   | u, uː   |
| Abierta | a, aː   | a, aː   |

### Consonantes
|             | Perieral | Perieral | Laminal  | Apical    | Apical |
| Bilabial    | Velar    | Palatal  | Alveolar | Retroflex |        |
| ----------- | -------- | -------- | -------- | --------- | ------ |
| Oclusiva    | p        | k        | c        | t         | ʈ      |
| Nasal       | m        | ŋ        | ɲ        | n         | ɳ      |
| Lateral     |          |          | ʎ        | l         | ɭ      |
| Rótica      |          |          |          | r         |        |
| Aproximante | w        | w        | j        |           | ɻ      |

Las consonantes están permitidas como el sonido final de una palabra en la mayoría de los casos.

## Morfología
Warlmajarri es una lengua de sufijos. No hay prefijos.
Al menos un diccionario de Walmajarri está disponible en línea, compilado por Eirlys Richards y Joyce Hudson.

## Sintaxis
Warlmajarri tiene cuatro casos sintácticos: nominativo, ergativo, dativo y evaluativo. Los casos asignan diferentes significados a los sintagmas nominales de una oración. Por lo tanto, el orden de las palabras puede variar con bastante libertad. Sujeto, Objeto o Verbo pueden aparecer inicial, final, medial en oración.
Sin embargo, la segunda posición de una oración siempre se reserva para el Auxiliar Verbal. A veces denominado catalizador, el auxiliar verbal indica el estado de ánimo de una oración (similar a los auxiliares en inglés), pero también hace referencias cruzadas a sus frases nominales. La persona y número de los sintagmas nominales en sus casos sintácticos se muestran en el Auxiliar Verbal.

## Recursos
Algunos recursos del idioma hablado se pueden encontrar en varios archivos o bases de datos, como el catálogo Pacific and Regional Archive for Digital Sources in Endangered Cultures (PARADISEC).